# Ukreximbank
Ukreximbank, fondé le 3 janvier 1992, est un établissement bancaire ukrainien étatique, dont le siège est situé à Kiev. C'est l’acronyme en ukrainien : Укрексі́мбанк ( Акціонерне товариство «Державний експортно-імпортний банк України» : de banque étatique d'import export d'Ukraine).

## Agences

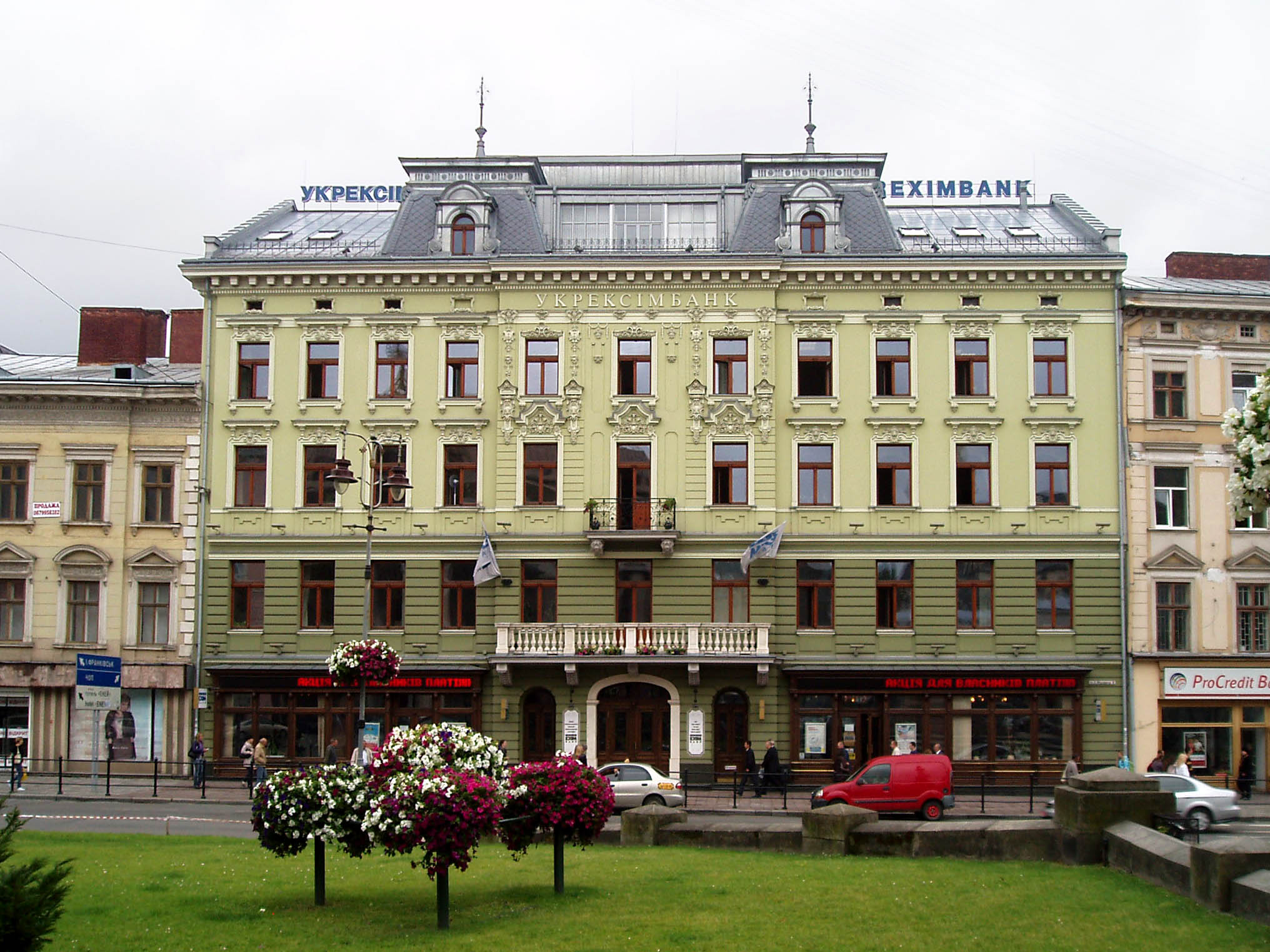
Agence de Lviv, Place Mickiewicz, immeuble  classé[1].
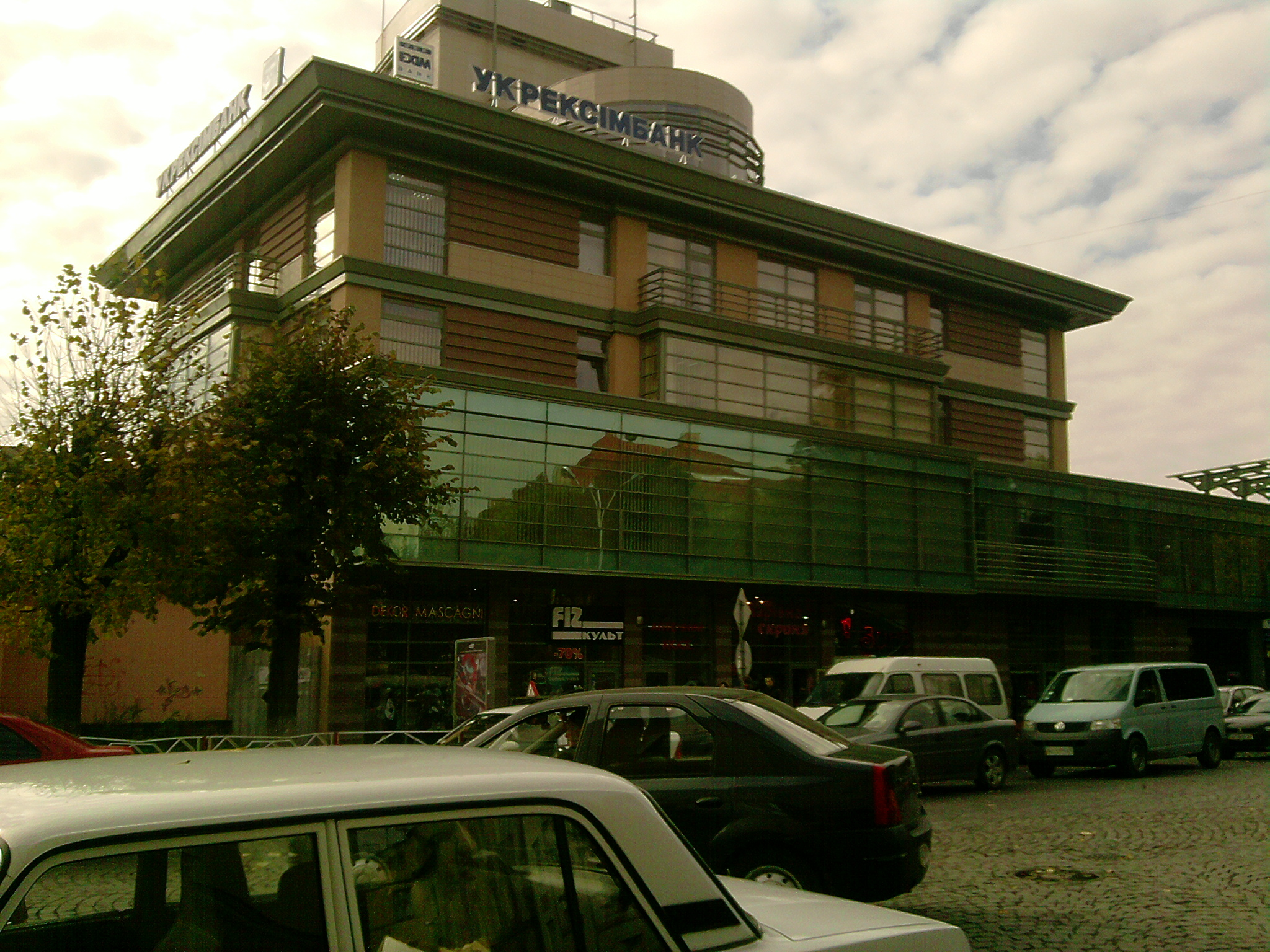
à Oujhorod,
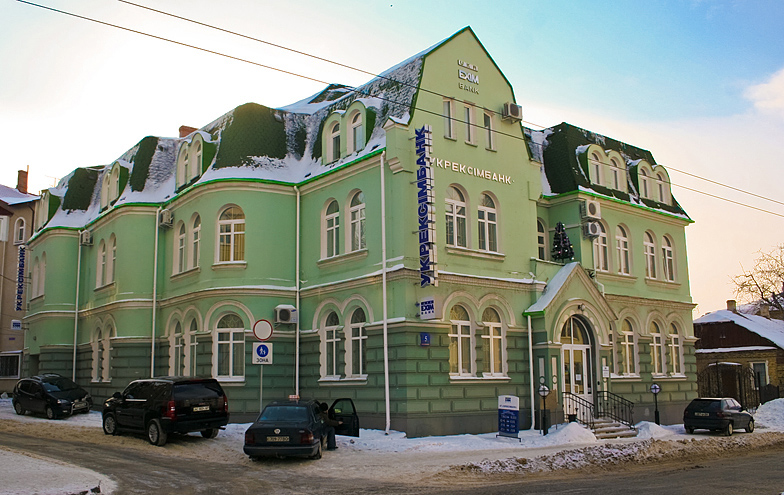
et à Loutsk.